# Collegio elettorale di Novi Ligure (Camera dei deputati)
Il collegio di Novi Ligure fu un collegio elettorale uninominale della Repubblica Italiana per l'elezione della Camera dei deputati. Apparteneva alla Circoscrizione Piemonte 2 e fu utilizzato per eleggere un deputato nella XII, XIII e XIV legislatura.
Venne istituito nel 1993 con la cosiddetta Legge Mattarella (Legge n. 277, Nuove norme per l'elezione della Camera dei deputati), attuata in seguito al referendum abrogativo del 1993. La legge istituì per la Camera dei deputati e per il Senato della Repubblica un sistema di elezione misto, in parte maggioritario e in parte proporzionale. Il 75% dei parlamentari dell'assemblea veniva eletto in collegi uninominali tramite sistema maggioritario a turno unico; il restante 25% alla Camera veniva eletto tramite sistema proporzionale con liste bloccate.
Il collegio venne abolito insieme a tutti gli altri che costituivano la Camera con la promulgazione della legge elettorale successiva, la cosiddetta Legge Calderoli. Questa prevedeva un sistema proporzionale con premio di maggioranza, che alla Camera veniva attribuito a livello nazionale.

## Territorio
Il collegio di Novi Ligure era uno dei 36 collegi uninominali in cui era suddiviso il Piemonte e, come previsto dal D.Lgs. del 20 dicembre 1993 n. 536, era interamente compreso nella provincia di Alessandria e comprendeva i seguenti comuni: Alluvioni Cambiò, Alzano Scrivia, Avolasca, Basaluzzo, Bassignana, Berzano di Tortona, Bosco Marengo, Brignano-Frascata, Carbonara Scrivia, Carezzano, Casalnoceto, Casasco, Cassano Spinola, Castellar Guidobono, Castelnuovo Scrivia, Cerreto Grue, Costa Vescovato, Dernice, Fabbrica Curone, Fresonara, Frugarolo, Garbagna, Gavazzana, Gremiasco, Guazzora, Isola Sant'Antonio, Molino dei Torti, Momperone, Monleale, Montacuto, Montegioco, Montemarzino, Novi Ligure, Paderna, Pasturana, Pontecurone, Pozzol Groppo, Pozzolo Formigaro, Sale, San Sebastiano Curone, Sant'Agata Fossili, Sarezzano, Spineto Scrivia, Tortona, Viguzzolo, Villalvernia, Villaromagnano, Volpedo e Volpeglino.

## Eletti
| Elezione | Elezione | Deputato           | Partito                 |
| -------- | -------- | ------------------ | ----------------------- |
|          | 1994     | Gian Piero Broglia | Polo delle Libertà (FI) |
|          | 1996     | Gianni Rivera      | L'Ulivo (PDS)           |
|          | 2001     | Renzo Patria       | Casa delle Libertà (FI) |

## Dati elettorali

### XII legislatura

#### Risultati proporzionale
| Coalizioni        | Coalizioni         | Liste                           | Liste                              | Voti   | %     |
| ----------------- | ------------------ | ------------------------------- | ---------------------------------- | ------ | ----- |
|                   | Polo delle Libertà |                                 | Forza Italia                       | 22.567 | 28,07 |
|                   | Polo delle Libertà | Lega Nord                       | 12.118                             | 15,07  |       |
| Totale Coalizione | Totale Coalizione  | 34.685                          | 43,14                              |        |       |
|                   | Progressisti       |                                 | Partito Democratico della Sinistra | 13.902 | 17,29 |
|                   | Progressisti       | Rifondazione Comunista          | 5.725                              | 7,12   |       |
|                   | Progressisti       | Partito Socialista Italiano     | 2.684                              | 3,34   |       |
|                   | Progressisti       | Federazione dei Verdi           | 2.221                              | 2,76   |       |
|                   | Progressisti       | Alleanza Democratica            | 1.335                              | 1,66   |       |
|                   | Progressisti       | La Rete - Movimento Democratico | 520                                | 0,65   |       |
| Totale coalizione | Totale coalizione  | 24.387                          | 32,82                              |        |       |
|                   | Patto per l'Italia |                                 | Partito Popolare Italiano          | 8.695  | 10,82 |
|                   | Alleanza Nazionale | Alleanza Nazionale              | Alleanza Nazionale                 | 6.604  | 8,21  |
|                   | Lista Pannella     | Lista Pannella                  | Lista Pannella                     | 4.024  | 5,01  |
| Totale            | Totale             | Totale                          | Totale                             | 80.395 |       |

#### Risultati uninominale
|                               | Gian Piero Broglia ✔️ Eletto | Polo delle Libertà (FI - LN - CCD - UDC) | 35 866 | 45,00 |  |  |  |  |  |
|                               | Giuseppe Maspoli             | Progressisti                             | 23 168 | 29,07 |  |  |  |  |  |
|                               | Riccardo Erasmo Carlo Prete  | Patto per l'Italia                       | 14 178 | 17,79 |  |  |  |  |  |
|                               | Aimone Quattordio            | Alleanza Nazionale                       | 6 489  | 8,14  |  |  |  |  |  |
| Totale                        | Totale                       | Totale                                   | 79 701 | 100   |  |  |  |  |  |
|                               |                              |                                          |        |       |  |  |  |  |  |
| Fonte: Ministero dell'interno |                              |                                          |        |       |  |  |  |  |  |

### XIII legislatura

#### Risultati proporzionale
| Coalizioni        | Coalizioni              | Liste                                     | Liste                              | Voti   | %     |
| ----------------- | ----------------------- | ----------------------------------------- | ---------------------------------- | ------ | ----- |
|                   | Polo per le Libertà     |                                           | Forza Italia                       | 18.296 | 23,80 |
|                   | Polo per le Libertà     | Alleanza Nazionale                        | 9.497                              | 12,35  |       |
|                   | Polo per le Libertà     | CCD-CDU                                   | 3.586                              | 4,66   |       |
| Totale coalizione | Totale coalizione       | 31.379                                    | 40,81                              |        |       |
|                   | L'Ulivo                 |                                           | Partito Democratico della Sinistra | 15.624 | 20,32 |
|                   | L'Ulivo                 | Popolari per Prodi (PPI-SVP-PRI-UD-Prodi) | 5.346                              | 6,95   |       |
|                   | L'Ulivo                 | Federazione dei Verdi                     | 1.570                              | 2,04   |       |
| Totale coalizione | Totale coalizione       | 22.540                                    | 29,31                              |        |       |
|                   | Lega Nord               | Lega Nord                                 | Lega Nord                          | 13.266 | 17,25 |
|                   | Progressisti            |                                           | Rifondazione Comunista             | 7.453  | 9,69  |
|                   | Lista Pannella - Sgarbi | Lista Pannella - Sgarbi                   | Lista Pannella - Sgarbi            | 1.902  | 2,47  |
|                   | Mani Pulite             | Mani Pulite                               | Mani Pulite                        | 344    | 0,45  |
| Totale            | Totale                  | Totale                                    | Totale                             | 76.884 |       |

#### Risultati uninominale
|                               | Gianni Rivera ✔️ Eletto | L'Ulivo             | 32 639 | 42,75 |  |  |  |  |  |
|                               | Gian Piero Broglia      | Polo per le Libertà | 28 505 | 37,33 |  |  |  |  |  |
|                               | Antonio Zanardi         | Lega Nord           | 15 210 | 19,92 |  |  |  |  |  |
| Totale                        | Totale                  | Totale              | 76 354 | 100   |  |  |  |  |  |
|                               |                         |                     |        |       |  |  |  |  |  |
| Fonte: Ministero dell'interno |                         |                     |        |       |  |  |  |  |  |

### XIV legislatura

#### Risultati proporzionale
| Coalizioni        | Coalizioni              | Liste                                 | Liste                   | Voti   | %     |
| ----------------- | ----------------------- | ------------------------------------- | ----------------------- | ------ | ----- |
|                   | Casa delle Libertà      |                                       | Forza Italia            | 24.969 | 34,41 |
|                   | Casa delle Libertà      | Alleanza Nazionale                    | 6.609                   | 9,11   |       |
|                   | Casa delle Libertà      | Lega Nord                             | 4.421                   | 6,09   |       |
|                   | Casa delle Libertà      | CCD-CDU                               | 1.649                   | 2,27   |       |
|                   | Casa delle Libertà      | Nuovo PSI                             | 798                     | 1,10   |       |
| Totale coalizione | Totale coalizione       | 38.446                                | 52,98                   |        |       |
|                   | L'Ulivo                 |                                       | Democratici di Sinistra | 12.823 | 17,67 |
|                   | L'Ulivo                 | La Margherita (Dem - PPI - RI- UDEUR) | 8.166                   | 11,26  |       |
|                   | L'Ulivo                 | Comunisti Italiani                    | 1.927                   | 2,66   |       |
|                   | L'Ulivo                 | Il Girasole (FdV - SDI)               | 1.405                   | 1,94   |       |
| Totale coalizione | Totale coalizione       | 24.321                                | 33,53                   |        |       |
|                   | Rifondazione Comunista  | Rifondazione Comunista                | Rifondazione Comunista  | 3.563  | 4,91  |
|                   | Lista Di Pietro         | Lista Di Pietro                       | Lista Di Pietro         | 2.487  | 3,43  |
|                   | Lista Pannella - Bonino | Lista Pannella - Bonino               | Lista Pannella - Bonino | 2.262  | 3,12  |
|                   | Democrazia Europea      | Democrazia Europea                    | Democrazia Europea      | 783    | 1,08  |
|                   | Fiamma Tricolore        | Fiamma Tricolore                      | Fiamma Tricolore        | 639    | 0,88  |
|                   | Abolizione scorporo     | Abolizione scorporo                   | Abolizione scorporo     | 53     | 0,07  |
| Totale            | Totale                  | Totale                                | Totale                  | 72.554 |       |

#### Risultati uninominale
|                               | Renzo Patria ✔️ Eletto        | Casa delle Libertà | 35 747 | 48,84 |  |  |  |  |  |
|                               | Giancarlo Filippo Pio Caldone | L'Ulivo            | 32 759 | 44,76 |  |  |  |  |  |
|                               | Gian Piero Broglia            | Lista Emma Bonino  | 2 878  | 3,93  |  |  |  |  |  |
|                               | Luigi Cavanna                 | Democrazia Europea | 1 808  | 2,47  |  |  |  |  |  |
| Totale                        | Totale                        | Totale             | 73 192 | 100   |  |  |  |  |  |
|                               |                               |                    |        |       |  |  |  |  |  |
| Fonte: Ministero dell'interno |                               |                    |        |       |  |  |  |  |  |